# تشانغ جونغ
تشانغ جونغ (بالصينية: 张勇) هو سياسي صيني، ولد في 1 سبتمبر 1953 ببكين في الصين. حزبياً، نشط في الحزب الشيوعي الصيني. انتخب عضو دائم في اللجنة الوطنية للمؤتمر الاستشاري السياسي للشعب الصيني خلال فترته النيابية ‏ وانتخب عضو في اللجنة الوطنية لجمهورية الصين الشعبية خلال فترته النيابية ‏.